# Kvinde tilbagelænet
Kvinde tilbagelænet (fransk: Femme couchée) er et oliemaleri fra 1865-66 af den franske maler Gustave Courbet.
Kvinde tilbagelænet afspejler kunstnerens tvivl, om han skulle følge tidens romantisk inspirerede malertraditioner eller følge sine egne realisme-nyskabelser. Han valgte det sidste, men i dette maleri har han dog gjort nogle indrømmelser til tidens forestillinger om god kunst.
Kvinde tilbagelænet var indtil slutningen af Anden verdenskrig i en samling ejet af Bernhard Koehler i Berlin, hvorefter det blev ført til Sovjetunionen. Det er udstillet på Eremitagen i Sankt Petersborg.